# Siétamo
Siétamo (aragónul Sietemo) község Spanyolországban, Huesca tartományban. Siétamo Alcalá del Obispo, Loporzano, Ibieca és Angüés községekkel határos. Lakosainak száma 681 fő (2024).

## Népesség
A település népessége az utóbbi években az alábbiak szerint változott:
| Lakosok száma | 389  | 491  | 588  | 635  | 650  | 675  | 681  | 679  | 697  | 681  |
|               | 2001 | 2004 | 2007 | 2009 | 2012 | 2014 | 2017 | 2019 | 2022 | 2024 |